# ديفيد سميث (صحفي)
ديفيد سميث (بالإنجليزية: David Smith)‏ هو صحفي بريطاني، ولد في 3 أبريل 1954 في ويست بروميتش في المملكة المتحدة.